# Atletica leggera ai Giochi della XXI Olimpiade - Maratona

Video della gara

La prova di maratona ha fatto parte del programma maschile di atletica leggera ai Giochi della XXI Olimpiade. La competizione si è svolta il 31 luglio 1976 nella città di Montréal, con arrivo nello Stadio olimpico.

## Presenze ed assenze dei campioni in carica
| Competizione      | Atleta            | Prestazione | Montréal 1976 |
| ----------------- | ----------------- | ----------- | ------------- |
| Monaco 1972       | Frank Shorter     | 2h12'19”8   | Presente      |
| Commonwealth 1974 | Ian Thompson      | 2h09'12”    | Non selez.    |
| Europei 1974      | Ian Thompson      | 2h13'19”    | Non selez.    |
| Panamericani 1975 | Rigoberto Mendoza | 2h25'03”    | Presente      |

## La gara
Frank Shorter ha rinunciato a disputare i 10.000, dove ha vinto i Trials, per concentrarsi sulla Maratona, gara in cui è campione in carica. La giornata è calda e umida, condizioni che appaiono non ideali per gli atleti. Al 20º km conduce la gara un gruppo di sette atleti: tutti aspettano che Frank Shorter, il favorito, faccia la prima mossa.
A metà gara Shorter parte, solo il tedesco dell'est Cierpinski lo segue: gli altri pensano che quest'ultimo abbia attuato una mossa suicida. Al 30º km (1h32'08”) i due sono ancora appaiati, Jerome Drayton è terzo. Poco prima del km 35 Cierpinski lancia l'attacco a Shorter, superandolo ed acquisendo in breve un vantaggio di 13 secondi: Shorter cede decidendo di accontentarsi dell'argento. Dietro Shorter si porta in terza posizione il connazionale Kardong, ma prima dell'arrivo è colto da crampi e viene superato dal campione europeo Lismont.

## Ordine d’arrivo
| Pos.    | Atleta                   | Nazione            | Tempo      |
| ------- | ------------------------ | ------------------ | ---------- |
| Oro     | Waldemar Cierpinski      | Germania Est       | 2h 09' 55" |
| Argento | Frank Shorter            | Stati Uniti        | 2h 10' 45" |
| Bronzo  | Karel Lismont            | Belgio             | 2h 11' 12" |
| 4       | Don Kardong              | Stati Uniti        | 2h 11' 15" |
| 5       | Lasse Virén              | Finlandia          | 2h 13' 10" |
| 6       | Jerome Drayton           | Canada             | 2h 13' 30" |
| 7       | Leonid Moseyev           | Unione Sovietica   | 2h 13' 33" |
| 8       | Franco Fava              | Italia             | 2h 14' 24" |
| 9       | Alexander Gotsky         | Unione Sovietica   | 2h 15' 34" |
| 10      | Henri Schoofs            | Belgio             | 2h 15' 52" |
| 11      | Shivnath Singh           | India              | 2h 16' 22" |
| 12      | Sop Choe-Chang           | Corea del Nord     | 2h 16' 33" |
| 13      | Massimo Magnani          | Italia             | 2h 16' 56" |
| 14      | Göran Bengtsson          | Svezia             | 2h 17' 39" |
| 15      | Kazimier Orzel           | Polonia            | 2h 17' 43" |
| 16      | Hakan Spik               | Finlandia          | 2h 17' 50" |
| 17      | Jack Foster              | Nuova Zelanda      | 2h 17' 53" |
| 18      | Mario Cuevas             | Messico            | 2h 18' 08" |
| 19      | Rodolfo Gómez            | Messico            | 2h 18' 21" |
| 20      | Shigeru So               | Giappone           | 2h 18' 26" |
| 21      | Noriyasu Mizukami        | Giappone           | 2h 18' 44" |
| 22      | Anacleto Pinto           | Portogallo         | 2h 18' 53" |
| 23      | José de Jesús            | Porto Rico         | 2h 19' 34" |
| 24      | Yuri Velikorodny         | Unione Sovietica   | 2h 19' 45" |
| 25      | Jos Hermens              | Paesi Bassi        | 2h 19' 48" |
| 26      | Jeffrey Norman           | Gran Bretagna      | 2h 20' 04" |
| 27      | Jukka Toivola            | Finlandia          | 2h 20' 46" |
| 28      | Jørgen Jensen            | Danimarca          | 2h 20' 44" |
| 29      | Michail Kousis           | Grecia             | 2h 21' 42" |
| 30      | Tom Howard               | Canada             | 2h 22' 08" |
| 31      | Keith Angus              | Gran Bretagna      | 2h 22' 18" |
| 32      | Akio Usami               | Giappone           | 2h 22' 29" |
| 33      | Rigoberto Mendoza        | Cuba               | 2h 22' 43" |
| 34      | Fernand Kolbeck          | Francia            | 2h 22' 56" |
| 35      | Christopher Wardlaw      | Australia          | 2h 23' 56" |
| 36      | Wayne Yetman             | Canada             | 2h 24' 17" |
| 37      | Hüseyin Aktas            | Turchia            | 2h 24' 30" |
| 38      | Veli Balli               | Turchia            | 2h 24' 47" |
| 39      | James McNamara           | Irlanda            | 2h 24' 57" |
| 40      | Bill Rodgers             | Stati Uniti        | 2h 25' 14" |
| 41      | Hipolito Lopez           | Honduras           | 2h 26' 00" |
| 42      | Danny McDaid             | Irlanda            | 2h 27' 07" |
| 43      | Cardozo Eusebio Asuncion | Paraguay           | 2h 27' 22" |
| 44      | Kim Chang-Son            | Corea del Nord     | 2h 27' 38" |
| 45      | Barry Watson             | Gran Bretagna      | 2h 28' 32" |
| 46      | Agustin Fernández-Diaz   | Spagna             | 2h 28' 37" |
| 47      | Jerzy Gros               | Polonia            | 2h 28' 45" |
| 48      | Jairo Cubillos           | Colombia           | 2h 29' 04" |
| 49      | Luis Raudales            | Honduras           | 2h 29' 25" |
| 50      | Baikuntha Manandhar      | Nepal              | 2h 30' 07" |
| 51      | Antônio Banos            | Spagna             | 2h 31' 01" |
| 52      | Goh Chun-Son             | Corea del Nord     | 2h 31' 54" |
| 53      | Victor Serrano           | Porto Rico         | 2h 34' 59" |
| 54      | Günter Mielke            | Germania Ovest     | 2h 35' 44" |
| 55      | Neil Cusack              | Irlanda            | 2h 35' 47" |
| 56      | Tau John Tokwepota       | Papua Nuova Guinea | 2h 38' 04" |
| 57      | Victor Idava             | Filippine          | 2h 38' 23" |
| 58      | Raymond Swan             | Bermuda            | 2h 39' 18" |
| 59      | John Kokinai             | Papua Nuova Guinea | 2h 41' 49" |
| 60      | Lucio Gauchalla          | Bolivia            | 2h 45' 31" |
| -       | Dave Chettle             | Australia          | Rit.       |
| -       | Ross Haywood             | Australia          | Rit.       |
| -       | Rafael Mora              | Colombia           | Rit.       |
| -       | Santiago Manguan         | Spagna             | Rit.       |
| -       | Thanaude Dezart          | Haiti              | Rit.       |
| -       | Giuseppe Cindolo         | Italia             | Rit.       |
| -       | Kevin Ryan               | Nuova Zelanda      | Rit.       |